# Buenaventura de Viteri
Buenaventura de Viteri (Villarreal de Álava, Reino de las Españas 1758 - San Salvador, Capitanía General de Guatemala 1819) fue un teniente que se desempeñó como alcalde ordinario de San Salvador, y como intendente interino de San Salvador de (1803 a 1804).

## Biografía
Buenaventura Sáenz de Viteri y Azcunaga nació en Villarreal de Álava, Reino de las Españas, en el año de 1758; siendo hijo de Domingo Sáenz de Viteri Ortiz de Zárate, y Engracia Azcunaga y Gorotiza. Se dedicaría a la carrera de las armas, alcanzando el rango de teniente. Se trasladaría a residir a la ciudad de San Salvador, donde en 1790 contraería matrimonio con Juana María Ungo y Palacios; con quien engendraría 5 hijos, siendo uno de ellos Jorge Viteri y Ungo (primer Obispo de la Diócesis de San Salvador).
En el año de 1803 ejercería el puesto de alcalde ordinario de San Salvador, y a su vez  se desempeñaría interinamente como intendente de San Salvador. Durante su mandato, en la Gazeta de Guatemala del 14 de febrero de 1803, hubo un artículo hablando de los beneficios de la yuca dulce y sus ventajas sobre la agria o amarga; en este artículo, el Comisario honorario de guerra don José Rosi y Rubí, describe tales ventajas al Comandante de Trujillo don Manuel Fernando Dambrine, quién aprovechó la llegada de un Sargento conductor de reos destinados al presidio de Trujillo para instruirlo, junto a uno o dos hombres más, en la preparación de la yuca para instruir a los pueblos de tránsito (unos de estos era San Salvador); en oficio del 29 de enero de 1803, el Corregidor interino Buenaventura de Viteri avisó que recibió los instrumentos para tal preparación y que con ellos y la práctica del Sargento dispuso que en su casa se ejecutase la operación, y que de 4 reales de casava "no en muy buena sazón", resultaron 11 libras de excelente casava hecha de dos maneras, uno en raedor de hoja de lata y el otro en piedra de moler, saliendo en ambos de igual calidad.
Para el año de 1807, según informa el intendente Antonio Gutiérrez y Ulloa, era propietario de dos haciendas de añil y ganado: una de ellas llamada Presa, que estaba ubicada en el partido o distrito de Santa Ana (a 9 leguas al noreste del entonces pueblo de Santa Ana); y la otra denominada Sapotitlán, ubicada en el partido de Opico (a 5 leguas al oeste de Quezaltepeque).
En el año de 1811 era uno de los regidores del ayuntamiento de San Salvador; mismo que fue disuelto por el cabildo abierto celebrado el 5 de noviembre (debido al comienzo del primer movimiento independentista). Se quedaría a residir en San Salvador, donde vivirá el transcurso y fin del primer movimiento independentista, y luego el de 1814. Fallecería por el año de 1819.